# Atarba (Atarba) pustulata
Atarba (Atarba) pustulata is een tweevleugelige uit de familie steltmuggen (Limoniidae). De soort komt voor in het Neotropisch gebied.